# Quentalia caulea
Quentalia caulea är en fjärilsart som beskrevs av William Schaus 1929. Quentalia caulea ingår i släktet Quentalia och familjen silkesspinnare. Inga underarter finns listade.